# Clarisses de la Divina Providència
Les Clarisses de la Divina Providència, oficialment Germanes Clarisses de la Mare de la Divina Providència, són un institut femení de vida consagrada de l'Església catòlica, concretament un orde religiós mendicant de clausura, de caràcter contemplatiu. Forma part del Segon Orde de Sant Francesc, com a reforma observant de l'Orde de Santa Clara.
Fou fundat per Teresa Arguyol i Fontseca, germana llega del monestir de clarisses de Santa Elisabet de Sarrià que n'hagué de marxar quan la desamortització de 1835. Volgué tornar a la vida religiosa i fundà una congregació que volia reviure la regla primitiva de Santa Clara d'Assís, recuperant així el rigor i l'austeritat originals. El primer establiment fou a la vila de Gràcia (actualment, Barcelona), en 1849. Posada sota l'advocació de la Mare de Déu de la Divina Providència, la congregació es dedicava a la vida contemplativa però, per exigència del bisbe, van obrir una escola primària per a dedicar-se a l'ensenyament gratuït per a nenes pobres i filles d'obrers.
En 1852, Arguyol fundà el monestir de Figueres i un any després el de Badalona. També va fundar monestirs a Olot, Vilanova i la Geltrú, Vinaròs, Banyoles, Mataró i l'Escala. Després de la mort de la fundadora, el mateix 1853, s'obriren nous monestirs: en 1857 el de Mataró, en 1858 el de Vilanova i la Geltrú i en 1878 es fundà la comunitat de Vinaròs, formada per monges de Mataró. N'hi altres monestirs a Olot i la Vall d'Uixó.
Després del Concili Vaticà II, la congregació deixà l'ensenyament i és, des de llavors, de vida contemplativa, seguint el carisma inicial de la fundadora.